# Glaciation de Würm
Interglaciaire Riss-Würm Holocène
Subdivisions
Würm I,
Würm II,
Würm III,
Würm IV, dont Tardiglaciaire
Faune et flore
Évolution
Remplacement de l'Homme de Néandertal et de l'Homme de Denisova par Homo sapiens
La glaciation de Würm est le nom donné à la dernière période glaciaire du Pléistocène dans les Alpes. Elle s'étend de 115 000 à 11 700 ans avant le présent (AP).
La glaciation de Würm se subdivise en quatre grandes phases : Würm I (période fraiche), Würm II (premier pléniglaciaire) de 71 000 à 57 000 ans AP, Würm III (interpléniglaciaire), et Würm IV (second pléniglaciaire) de 30 000 à 11 700 ans AP.

## Historique
La glaciation de Würm a été définie au début du XXe siècle par les géologues allemands Albrecht Penck et Eduard Brückner. Ils lui ont donné le nom d'un affluent du Danube, la Würm, selon le même principe qu'ont été nommées les glaciations alpines précédentes (Riss, Mindel, Günz).

Chronologie simplifiée de la glaciation de Würm, d'après Guy Monjuvent et Gérard Nicoud, 1988.

Sa définition repose sur les observations des conséquences géologiques de la baisse importante des températures moyennes sur une longue période (nappe fluvio-glaciaire, moraines) dans le massif alpin.
La glaciation de Würm a été découpée en quatre grandes phases, Würm I à IV, correspondant aux principales variations climatiques enregistrées au cours de la période. Ultérieurement, cette segmentation a été affinée et renommée dans le cadre de la chronologie isotopique globale du Pléistocène (voir ci-après).

## Chronologie

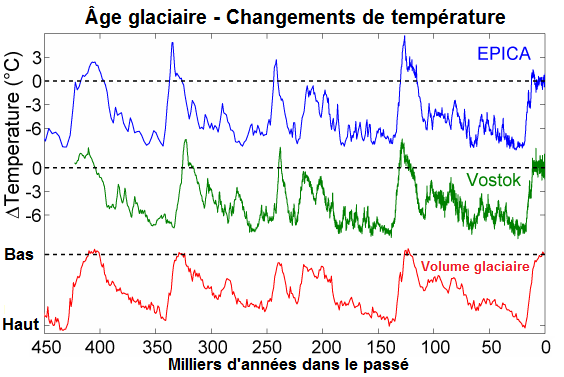
Évolution des températures et de la quantité de glace pendant les 450000 dernières années (données recueillies dans l'Antarctique).

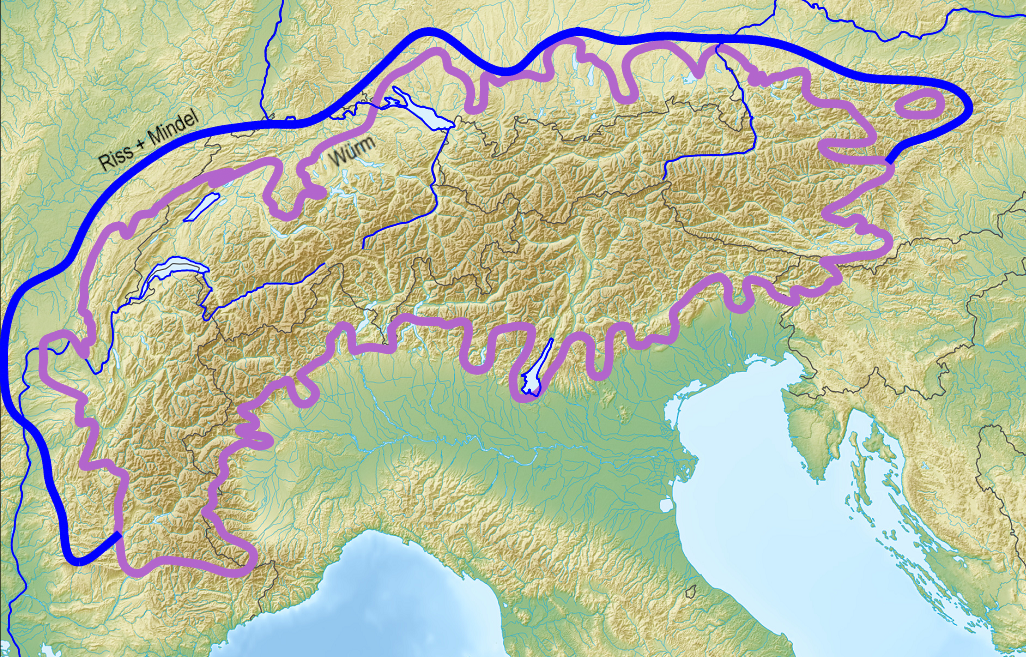
Extension maximale de la glaciation de Würm (en violet) dans les Alpes. En bleu : glaciation de Riss.

La glaciation würmienne correspond aux stades SIO 2, 3, 4 et 5a-d de la chronologie isotopique mise au point depuis les années 1950. Sa limite inférieure est généralement fixée à 115 000 ans AP (fin de l'interglaciaire Riss-Würm et début du stade 5d). Sa limite supérieure correspond à la fin du stade 2 et au début de l'Holocène, il y a 11 700 ans. Le maximum glaciaire a été atteint il y a environ 21 000 ans. À cette époque, les températures annuelles moyennes dans les Alpes étaient plus basses de 10 à 12 °C qu'actuellement, comme le montrent les changements dans la végétation mis en évidence par la palynologie.
Le Würm est plus ou moins synchrone d'autres glaciations de l'hémisphère nord, dont le Wisconsinien en Amérique du Nord, le Vistulien (ou Weichselien) en Europe du Nord, et le Devensien dans les Îles Britanniques. L'appellation Würm n'a qu'une signification chronologique locale, limitée à la région située autour des Alpes.
Dans les montagnes d'Europe, des petits glaciers se sont aussi formés dans les Vosges, la Forêt-Noire, le Massif central, les Carpates, les Pyrénées, les Apennins, les Balkans et la Sierra Nevada, mais aussi dans le Nord-Ouest de l'Espagne, en Crète et en Corse.
Le Würm commence par le long intercycle de Saint-Germain (stades isotopiques 5a à 5d, ou Würm I, de 115 000 à 71 000 ans AP), où les températures sont froides mais pas encore glaciales. Le climat est alors semi-sec. Au sud des Alpes, dans le Luberon, le pin d'Alep et le chêne blanc sont peu à peu remplacés par le pin sylvestre et le hêtre, mais aussi le noisetier, le tilleul, l'aulne et les fougères. La faune correspond encore à celle des pays tempérés (cerf, ours brun, sanglier, loup, lynx, panthère, lion des cavernes, belette, putois, martre, loutre...).
Le premier grand coup de froid intervient avec le Würm II, ou stade isotopique 4, d'environ 71 000 à 57 000 ans AP. Le climat s'assèche, la forêt disparait, laissant place à une steppe parsemée de petits pins sylvestres et de bouleaux. Après une phase légèrement plus clémente, le Würm III, ou stade isotopique 3, d'environ 57 000 à 30 000 ans AP, le froid et la sécheresse atteignent leur paroxysme au Würm IV, ou stade isotopique 2, d'environ 30 000 à 11 700 ans AP. En Provence, le sanglier disparaît, remplacé par des chevaux, des chamois et aussi par des antilopes saïgas, animal caractéristique des steppes sèches.
Le maximum glaciaire du Würmien est encore l'objet de controverses entre deux écoles. Dans les Alpes orientales, il est supposé que les glaciers sont restés cantonnés en haute montagne pendant la plus grande partie du Würm, n'envahissant les vallées qu'au Würm tardif lors du dernier maximum glaciaire, en même temps que les grands inlandsis du Nord il y a environ 21 000 ans ; et qu'il aurait été suivi d'un retrait rapide. Dans les Alpes occidentales, il se serait produit nettement avant, peut-être même dès le Würm II, et le retrait se serait produit de manière très graduelle. La cause en serait la plus grande sécheresse lors de la dernière période froide.

## Interstades
Les interstades correspondent à des oscillations climatiques de courte durée relative à l'intérieur des quatre grandes phases de la glaciation de Würm, c'est-à-dire de brèves périodes fraîches au cours d'une phase froide, ou froides au cours d'une phase fraîche.

### Brefs réchauffements
- Interstade du Groenland 12 (IG 12) : 47 000 à 45 000 ans AP
Cet épisode aurait permis à Homo sapiens de s'étendre, peu après sa dernière sortie d'Afrique, vers des latitudes plus septentrionales, avec notamment une première incursion jusqu'en Europe centrale, et une expansion vers l'Asie centrale, la Mongolie, et la Chine du Nord. Homo sapiens est principalement attesté dans ces régions par ses industries lithiques dites du Paléolithique supérieur initial[10].
- Interstade de Bölling-Alleröd : 14 600 à 12 900 ans AP
Durant le Tardiglaciaire, les températures montent brutalement au début de cet interstade, puis reviennent progressivement à un climat plus frais. Cet épisode aurait vu un renouvellement significatif de la population d'Hommes modernes en Europe en provenance des Balkans ou d'Anatolie, après la dépression démographique due au dernier maximum glaciaire, vers 21 000 ans AP.

### Autres interstades possibles (à confirmer)
- Interstade d'Amersfoort : vers 64 000 ans avant le présent (AP)[11].
- Interstade de Brörup : vers 58 000 ans AP[11].
- Interstade d'Hengelo-les Cottés[12], de 37 650 à 33 350 ans AP[13]. Arlette Leroi-Gourhan (1983) propose de l'arrêter à 34 500 ans AP[14], Momplaisir (2003) le fait commencer à 39 000 ans AP. Il a porté ou porte encore d'autres noms : « Göttweig » (Bayer 1927, Momplaisir 2003[12]), « Hollabrunn » (Götzinger 1938), « Oberfellabrunn » (Brandiner 1954), « Stillfried A » (Fink 1954), « Mittelwürminterstadial » (Woldstedt 1956)[11]. Une phase d'instabilité de 34 500 à 33 000 ans AP[14], puis un stade froid de 33 000 à 31 500 ans AP[14].
- Interstade d'Arcy : de 31 500 à 30 000 ans AP[14].

## Peuplement

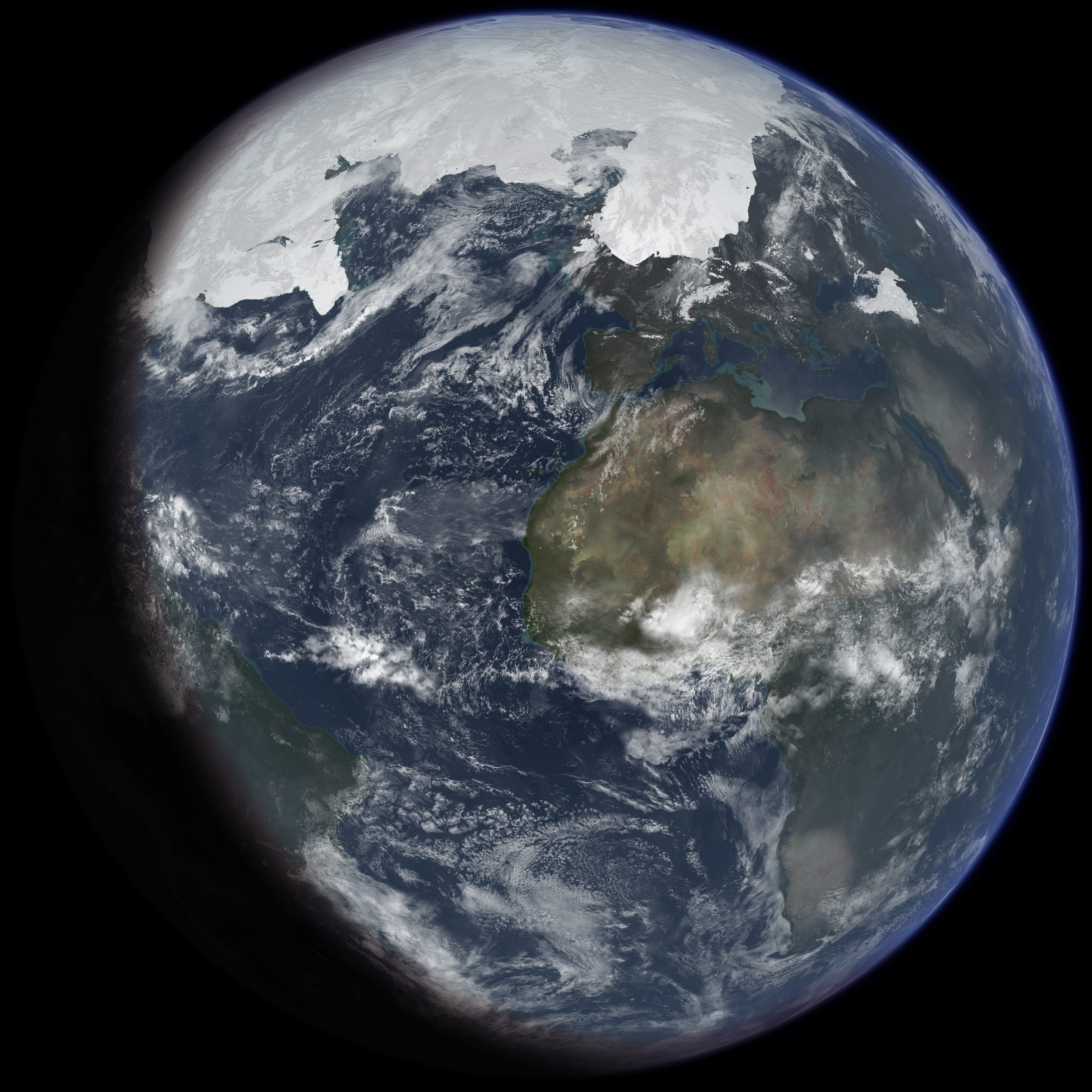
Représentation artistique de l'englacement lors du dernier maximum glaciaire (DMG) selon Ice age terrestrial carbon changes revisited de Thomas J. Crowley.

Jusque vers 48 000 ans AP, l'Europe est peuplée exclusivement par l'Homme de Néandertal. Des traces de peuplement par des Néandertaliens ont été trouvées par exemple au bau de l'Aubésier, à la baume des Peyrards et à la baume Bonne en France, dans les grottes de Wildkirchli et Cotencher en Suisse et dans la grotte Gudenus en Autriche.
Homo sapiens arrive en Europe en provenance du Proche-Orient par vagues successives, qui donneront successivement le Paléolithique supérieur initial (48 000 ans AP), l'Aurignacien (43 000 ans AP), et le Gravettien (31 000 ans AP).
Pendant le dernier maximum glaciaire, d'environ 26 000 à 19 000 ans AP, le froid extrême entraîne un large dépeuplement de l'Europe, à l'exception des trois péninsules refuges que sont la péninsule Ibérique, l'Italie, et les Balkans. La remontée des températures au cours du Tardiglaciaire permet une recolonisation de l'Europe centrale et septentrionale à partir de ces péninsules.
La divergence entre les ancêtres des populations de l'Ouest et de l'Est de l'Europe au Paléolithique est estimée à environ 25 600 ans. Elle se produit probablement en raison d'une détérioration de l'habitat et d'une contraction des refuges lors du dernier maximum glaciaire (LGM) potentiellement situés dans des régions plus douces. Ainsi, les populations européennes de chasseurs-cueilleurs après avoir connu un goulet d'étranglement très sévère s'étaient déjà divisées lors du dernier maximum glaciaire il y a environ 22 800 ans. Une étude de paléogénétique publiée en 2022 estime la taille de population effective du goulot d'étranglement à 383 individus. Ce faible nombre serait conforme aux données archéologiques suggérant une diminution de 60 % de la taille de la population de recensement dans la dernière partie du Gravettien, datée entre 29 000 et 25 000 ans AP, avec une population totale en Europe aussi faible que 700 à 1 550 individus. Ces analyses indiquent en outre que les chasseurs-cueilleurs européens se sont alors différenciés en deux refuges distincts à la fin du dernier maximum glaciaire il y a  21 700 ans, correspondant peut-être à ce que les archéologues identifient traditionnellement comme les aires de distribution des technocomplexes solutréens et épigravettiens.

## Étendue maximale
Par rapport aux glaciations de Riss et de Mindel, le Würm a une étendue maximale relativement limitée. Toutefois, les glaciers des vallées sont suffisamment grands pour se rejoindre et former une immense calotte qui ne laisse dépasser que les montagnes les plus élevées.

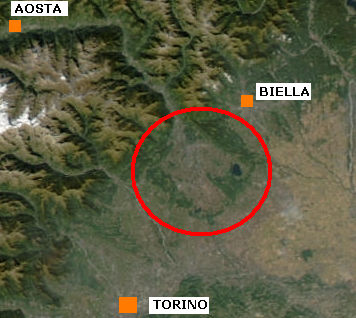
Photo satellite de l'amphithéâtre morainique d'Ivrée au débouché de la vallée d'Aoste dans la plaine du Pô.

Dans le sud des Alpes, les glaciers restent cantonnés dans le haut de leurs vallées ; seul le glacier de la Durance acquiert une étendue considérable et descend jusqu'à Sisteron. Dans le Dauphiné, le Trièves reste épargné par les glaces ; cependant, un lac se forme car les eaux du Drac sont bloquées par le glacier de l'Isère avant d'arriver à Grenoble. De même, les glaces des Alpes occidentales se joignent à celles de la calotte jurassienne mais s'arrêtent 30 km avant Lyon. Sur le Plateau suisse, le glacier du Rhône, rejoint par le glacier de l'Aar, s'arrête au niveau de Wangen an der Aare et ne rejoint pas le glacier du Rhin qui s'arrête à Schaffhouse. En Allemagne, le glacier du Lech s'arrête à Pürgen, celui de l'Isar à Schäftlarn et le glacier de l'Inn à Haag. En Autriche, les glaciers restent à l'intérieur des vallées et ne sortent pas dans l'avant-pays. Le glacier de la Salzach dépasse toutefois Salzbourg et celui de la Drave atteint Völkermarkt. Dans l'Est du pays, seul le sommet des massifs est recouvert de glace. En Italie, les glaciers s'avancent jusqu'à la plaine du Pô et sont à l'origine des grands lacs qui la bordent. Dans les régions plates (Lyon, Bavière), les glaces s'étalent en forme de lobe et les eaux de fonte sortent en de multiples endroits en se répartissant largement dans la plaine.
À cette époque, la température moyenne de la mer Méditerranée au pied des Alpes varie entre 8 °C en hiver et 11 en été.

## Fin de la glaciation
Le réchauffement commence par toucher l'hémisphère nord, au-dessus de 60° de latitude, à cause d'un léger changement orbital qui a rapproché la Terre du Soleil à l'été boréal. De plus, l'axe de rotation est incliné de sorte que l'hémisphère Nord bénéficie le premier du surplus d'insolation.

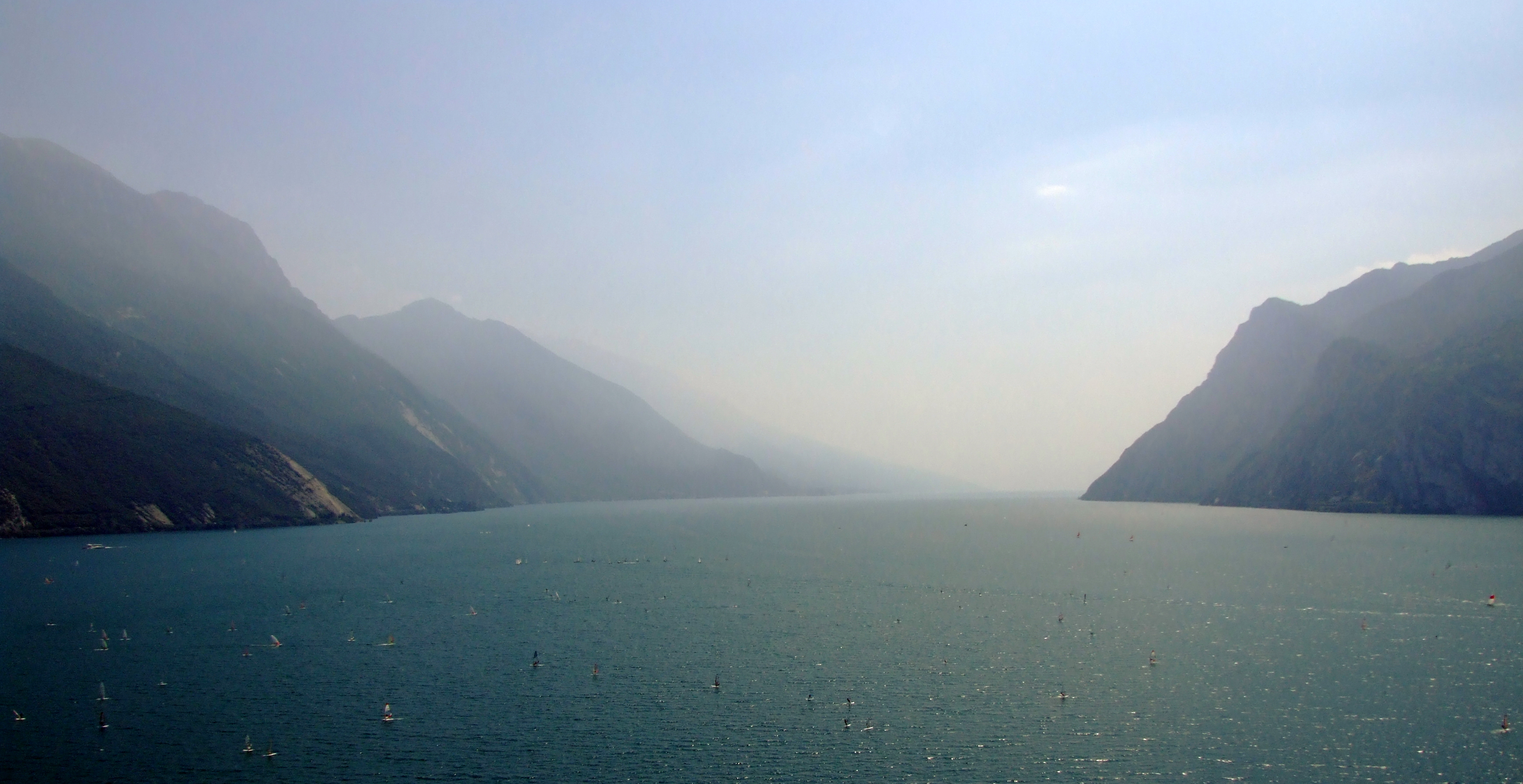
Le lac de Garde vu depuis le nord.

Dans les Alpes, le retrait est rapide. Le lac Léman et le lac d'Annecy sont libres de glace il y a 17 000 ans. Lors du dernier coup de froid du Dryas récent, l'avancée des glaciers reste limitée. Ainsi, au pied du Mont Blanc, les glaciers ne parviennent même pas à remplir la vallée de Chamonix.
Dans bien des cas, le retrait des glaciers s'est produit dans un milieu lacustre. Ces lacs sont issus d'un surcreusement de la vallée à l'amont d'un verrou. Presque tous les lacs alpins sont d'origine glaciaire. De nombreux autres lacs avaient aussi été initialement formés tels que le lac du Grésivaudan, le lac de Rosenheim et les lacs des vallées de l'Arve et de l'Inn. Ceux-ci ont été cependant très rapidement comblés car ils étaient traversés par une grande rivière chargée de sédiments. Ce sont surtout les lacs à l'écart des grandes vallées ou alimentés par une rivière provenant d'une région calcaire qui ont pu survivre jusqu'à notre époque. Les eaux issues des glaciers sont trop troubles et trop froides pour que les poissons puissent y vivre. Ce n'est qu'il y a 14 600 ans, lors du réchauffement du Bölling-Allerød, qu'ils ont pu recoloniser les Alpes à partir des basses vallées du Danube, du Rhône et du Pô.

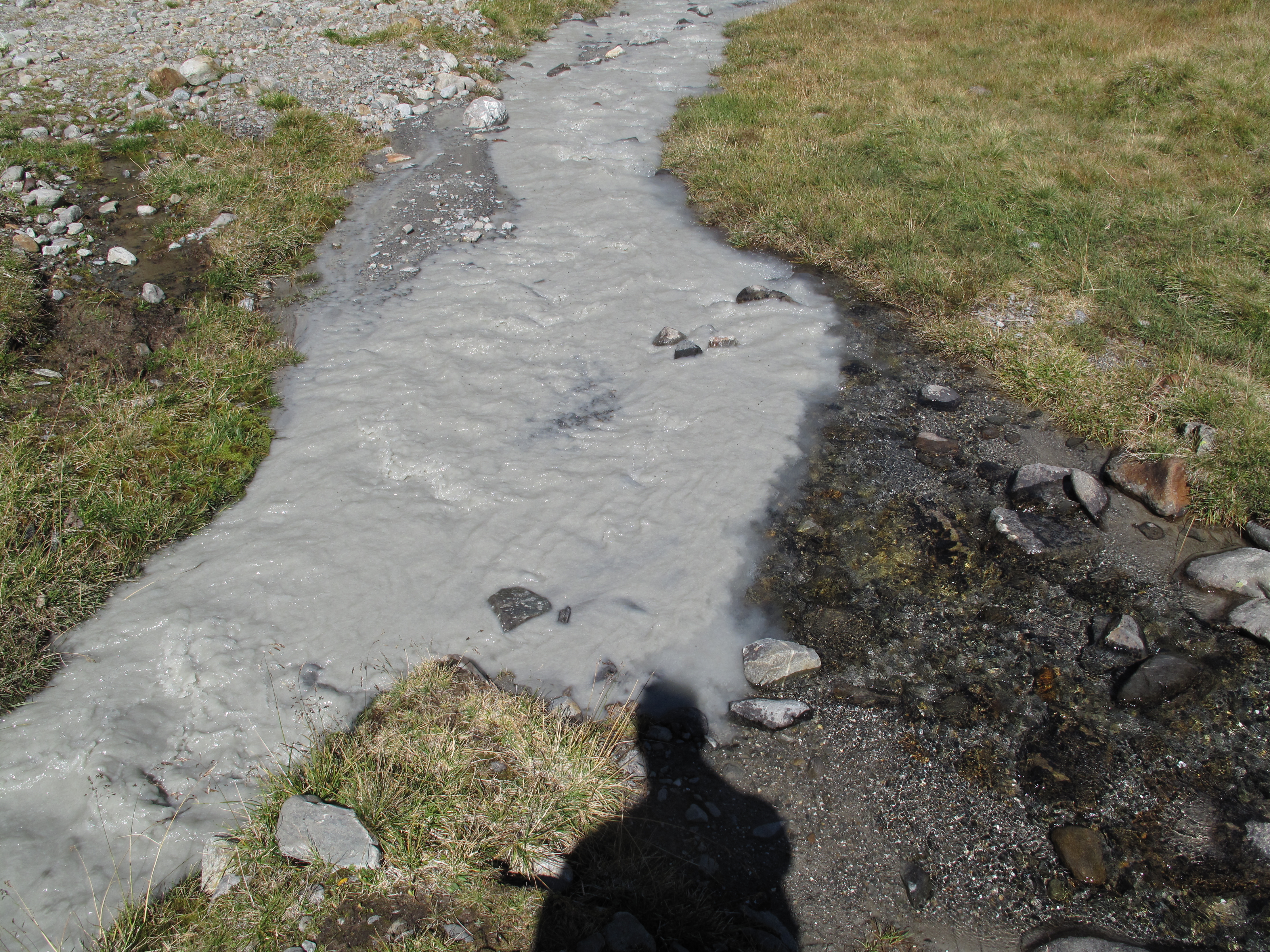
Lait glaciaire produit par de la farine de roche en suspension (ruisseau issu d'un glacier des Alpes de Stubai).

## Repeuplement alpin
Bien qu'au plus fort de la glaciation le couloir rhodanien ait encore fourni de beaux exemples de la présence humaine (Roche de Solutré, baume d'Oullins, grotte de la Salpêtrière, grotte Chauvet), le repeuplement des Alpes ne se fait que lentement. En Suisse, le retrait glaciaire permet l'arrivée des hommes (Homo sapiens) dans la région. Le premier témoignage de leur retour se trouve dans la grotte de Kastelhöhle près de Soleure vers 17 500 ans AP, avec une industrie de type Badegoulien. Les sites se multiplient au temps des Magdaléniens (16 500 à 14 500 ans AP) mais seulement sur le plateau suisse et dans le Jura à basse altitude (moins de 900 m). Les hommes vivent dans une steppe froide et chassent les rennes et les chevaux. Leur présence en milieu montagnard ne commence vraiment qu'avec la phase fraîche du Bölling-Alleröd (14 600 à 12 900 ans AP), comme le montre l'abri sous bloc de Château d'Oex occupé par des chasseurs aziliens qui s'attaquaient aux cerfs et aux sangliers dans une forêt de bouleaux et de pins. Toutefois, cette première arrivée est rapidement interrompue par le bref mais intense retour du froid lors du Dryas récent (12 900 à 11 700 ans AP) qui forme le dernier épisode de la glaciation de Würm.

## Flore

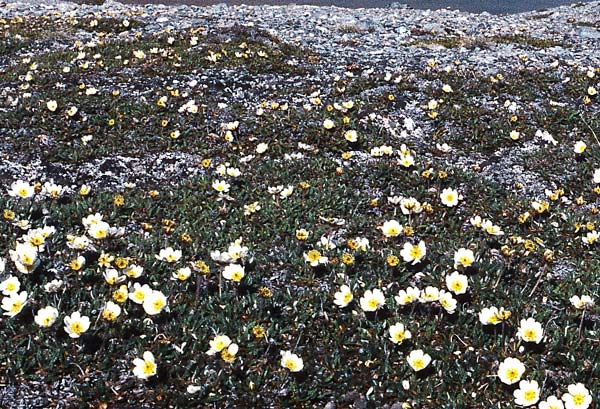
Dryades octopétales dans la toundra des Spitzberg.

Au maximum glaciaire, sur les hauteurs non couvertes par les glaces, la végétation correspond à celle de l'étage nival et le sol est soumis à la solifluxion. Dans les plaines côté nord, c'est la toundra, caractérisée par la présence de dryade octopétale (Dryas octopetala), une plante qui a donné son nom à une des dernières périodes climatiques du Würm. Elle est accompagnée d'armoises, de chenopodiaceae, de graminées, du bouleau nain et du saule polaire. Côté sud, c'est une steppe d'armoise de type méditerranéen avec quelques bosquets.
Après la glaciation, la recolonisation des Alpes s'est produite à partir de certaines zones de retrait spécifique. À partir de la toundra des plaines de l'Allemagne sont revenus l'armoise, le bouleau et le genévrier. Le pin et l'épicéa sont revenus depuis l'Europe orientale et son climat continental tandis que le sapin, le tilleul et le chêne avaient trouvé refuge sur les bords de la Méditerranée en profitant de son climat océanique et doux.

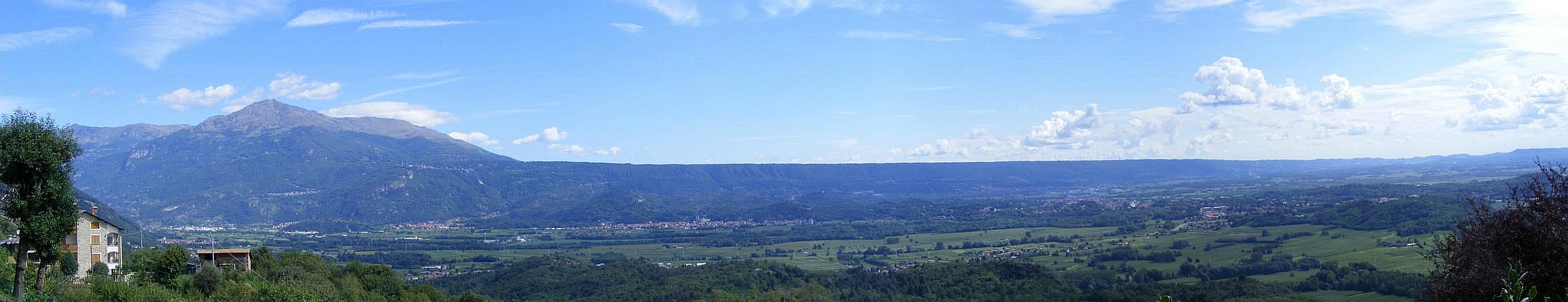
L'Amphithéâtre morainique d'Ivrée, moraine latérale du glacier du val d'Aoste.

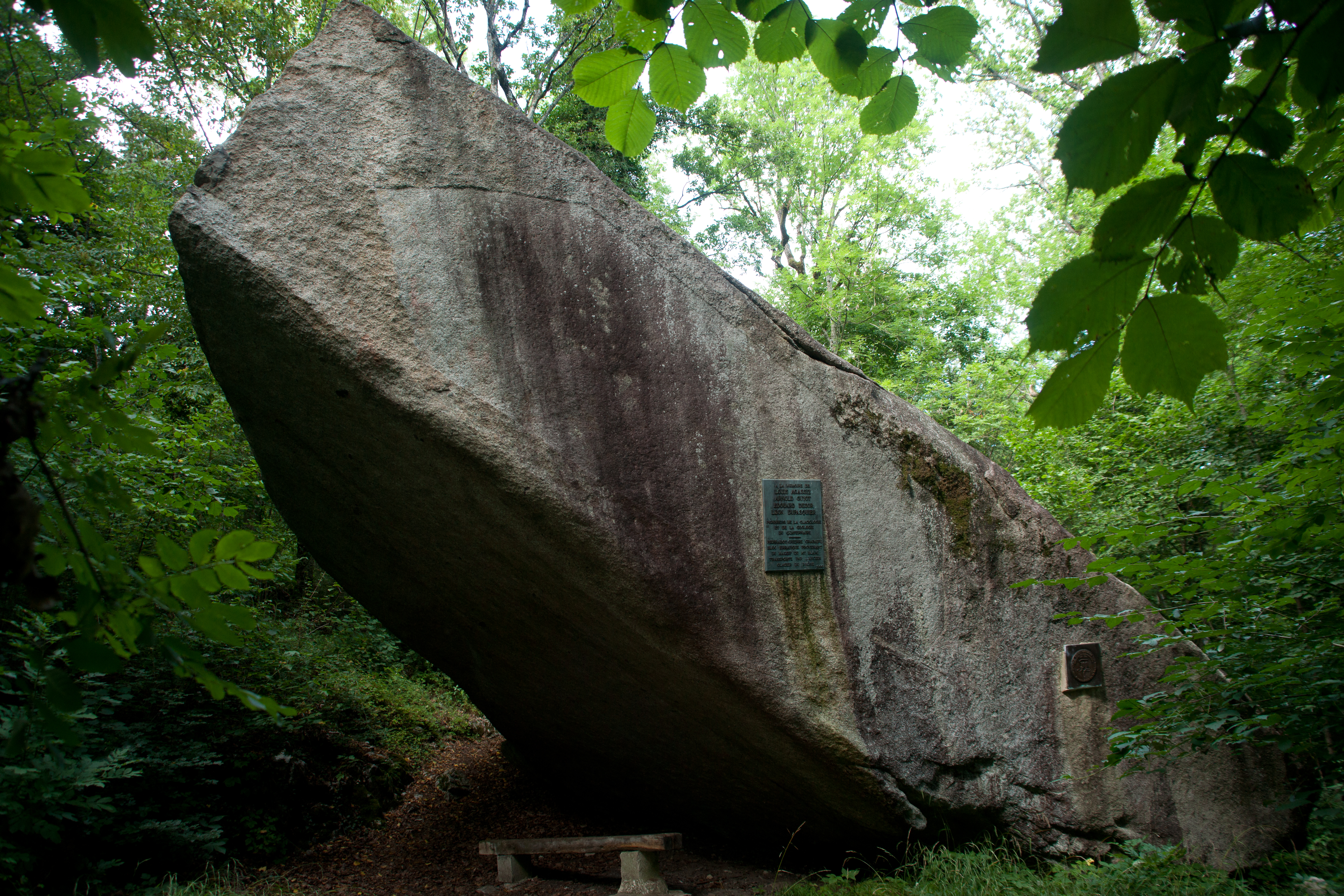
La Pierrabot, bloc erratique provenant du massif du Mont-Blanc en Valais et déposé à Neuchâtel par le glacier du Rhône.

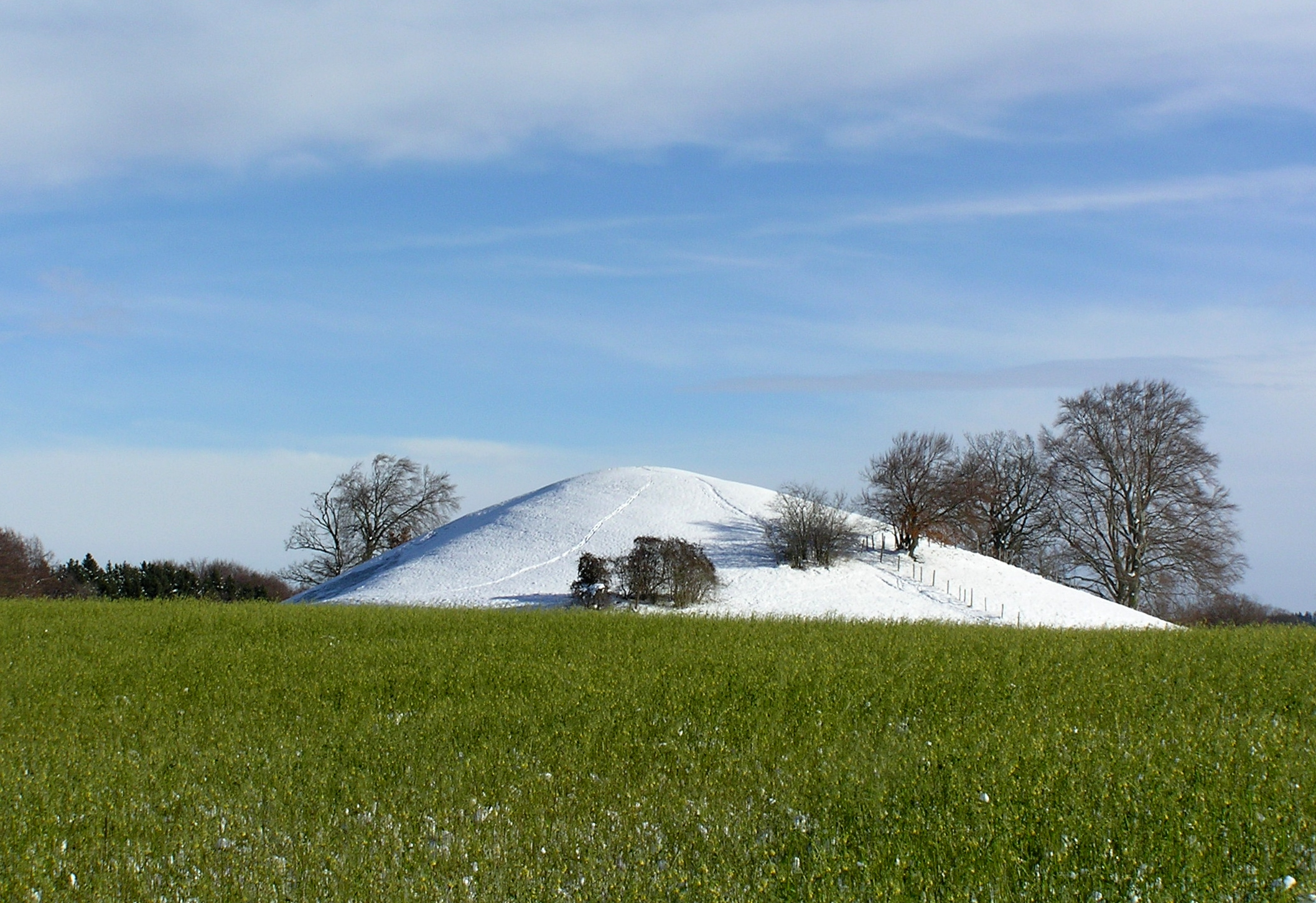
Un drumlin à Andechs produit par le glacier d'Isar-Loisach.

## Les traces de la glaciation
Les traces de la glaciation de Würm sont celles qui sont le mieux conservées car elles n'ont pas été recouvertes ni détruites par d'autres glaciations puisque c'est la dernière grande glaciation. Elle a pu être reconstituée par l'analyse de la position des anciennes moraines, des trimlines et des blocs erratiques ainsi que de leur lieu d'origine.
Au Quaternaire, l'inlandsis, qui couvrait de nombreuses montagnes, laissa derrière lui des modelés d'accumulation et d'érosion tout à fait caractéristiques. Les esker, drumlin et chenaux proglaciaires marquent de nombreux paysages dans les régions périglaciaires.
Dans les Alpes, de nombreuses stries glaciaires, provoquées par le frottement des blocs contre la paroi de la vallée glaciaire, sont visibles. Des blocs erratiques laissés là par le glacier lors de sa fonte sont aussi facilement observables. On voit également des restes de glaciers ainsi que des cirques, notamment ceux du Taillefer dans le massif éponyme, au-dessus de la vallée de la Romanche. Ils sont des parfaits exemples de cirques glaciaires, avec un verrou glaciaire immense.
Les vestiges du Würm sont aussi les torrents, les lacs pro-glaciaires tels le Lauvitel, dans le parc national des Écrins, ou le lac Léman, en grande partie vestige du glacier du Rhône.
Dans les Vosges, les marques laissées par les glaciers sont également très identifiables : hautes vallées en auge (par exemple, la haute vallée de la Savoureuse), moraines, stries, lacs d'origine glaciaire.